# Opeatocerata cooperi
Opeatocerata cooperi är en tvåvingeart som beskrevs av Smith 1991. Opeatocerata cooperi ingår i släktet Opeatocerata och familjen dansflugor.
Artens utbredningsområde är Ecuador. Inga underarter finns listade i Catalogue of Life.